# Renee Pornero
 (septembre 2016).
Si vous disposez d'ouvrages ou d'articles de référence ou si vous connaissez des sites web de qualité traitant du thème abordé ici, merci de compléter l'article en donnant les références utiles à sa vérifiabilité et en les liant à la section « Notes et références ».
Renee Pornero, née le 24 octobre 1979 à  Graz, est une actrice pornographique autrichienne. 

## Biographie
Elle était une jolie mannequin au "naturel" avant de commencer avec Gina Wild dans le X.
En novembre 2002, Renee Pornero part à Los Angeles (Porn Valley) où elle joue dans tous les styles (lesbienne, interracial, anal, facial, gang bang…) et avec de nombreuses stars du X  telles que Nikita Denise, Steve Holmes, Katja Kassin, Katsuni ou Taylor St. Claire.

## Récompenses
- 2005 : Eroticline Awards winner – Best Actress (Europe)

## Filmographie sélective
- 6 Black Sticks 1 White Trick 3	 (2003)
- A2M 2	(2003)
- Absolute Ass 1 (2004)
- All About Ass 11 (2002)
- Anal Instinct 2 (2005)
- Anal Kinksters 2 (2003)
- Anal Life 1 (2004)
- Analgeddon 2 (2004)
- Army Of Ass 8 (2005)
- Arsch auf ich will kommen (2002)
- Art Of Anal 3	 (2004)
- Ass Cleavage 2
- Black And White Passion 3 (2003)
- Black In My Crack (2008)
- Black in the Ass 9  (2006)
- Black In The Saddle Again (2004)
- Black on White Crime 1    (2003)
- Black Up That White Ass 1
- Gangland 40 (2003)
- Gangland Cream Pie 7 (2005)
- Gangsta' Bang 5 (2003)
- Giants Black Meat White Treat 2 (2005)
- Gothsend 3
- White Butts Drippin' Chocolate Nuts 1 (2003)
- White Chicks Gettin' Black Balled 3 (2004)
- White Girls Suck and Swallow 2 (2005)
- White Wife Black Cock 5  (2005)